# BC Lietuvos Rytas
BC Lietuvos Rytas er en professional basketballklub med base i Vilnius, Litauen, der spiller i den Litauiske Basketbal lige, den Baltiske Basketball liga og ULEB Eurocup. De spiller deres nationale turneringshjemmekampe på Lietuvos Rytas Arena (1.700 sæder) og deres internationale turneringshjemmekampe på Siemens Arena (11.000 sæder).
- Wikimedia Commons har flere filer relateret til BC Lietuvos Rytas

| Basketball | Spire Denne artikel om basketball er en spire som bør udbygges. Du er velkommen til at hjælpe Wikipedia ved at udvide den. |